# Bateria de plom i àcid
La bateria de plom-àcid o també coneguda com bateria de Faure i Planté, va ser inventada el 1859 pel físic francès Gaston Planté i fou el primer tipus de bateria recarregable. Tot i tenir una relació energia-pes molt baixa i una relació energia-volum baixa, la seva capacitat per subministrar corrents de sobretensió elevades fa que les cèl·lules tinguin una relació potència-pes relativament gran. Aquestes característiques, juntament amb el seu baix cost, les fan atractives per al seu ús en vehicles de motor per proporcionar l’alt corrent requerit pels motors d’arrencada.
Malgrat tenir la segona pitjor relació energia / pes (propera a la de la bateria de níquel i ferro) i una corresponentment baixa relació energia / volum, la seva habilitat de proporcionar puntes de corrent elevades comporta una alta relació potència / pes.

## Funcionament
En estat carregat, l'energia química de la bateria s'emmagatzema en la diferència de potencial entre el plom pur al costat negatiu i el PbO ₂ al costat positiu, a més de l'àcid sulfúric aquós. L'energia elèctrica produïda per una bateria de plom-àcid descarregada es pot atribuir a l'energia alliberada quan els forts enllaços químics de les molècules d'aigua (H₂O) es formen a partir d'ions H+ de l'àcid i ions O2− de PbO₂. Per contra, durant la càrrega, la bateria actua com a dispositiu de divisió de l'aigua
Com que són econòmiques en comparació amb les tecnologies més recents, les bateries de plom-àcid s'utilitzen àmpliament fins i tot quan el corrent de sobretensió no és important i altres dissenys poden proporcionar densitats d’energia més altes. El 1999, les vendes de bateries de plom-àcid van representar el 40-45% del valor de les bateries venudes a tot el món (excloent la Xina i Rússia), equivalent a un valor de mercat de fabricació d’uns 15.000 milions de dòlars.

## Història
El científic francès Nicolas Gautherot va observar el 1801 que els cables que s'havien utilitzat per a experiments d'electròlisi proporcionarien una petita quantitat de corrent "secundari" després de desconnectar la bateria principal. El 1859, la bateria de plom-àcid de Gaston Planté va ser la primera bateria que es va poder recarregar passant-hi un corrent invers. El primer model de Planté consistia en dues làmines de plom separades per tires de goma i enrotllades en espiral. Les seves bateries es van utilitzar per alimentar els llums dels vagons del tren mentre estaven aturats en una estació. El 1881, Camille Alphonse Faure va inventar una versió millorada que consistia en una xarxa de reixeta de plom, en la qual es premsava una pasta d’òxid de plom formant una placa. Aquest disseny era més fàcil de produir en sèrie. Un dels primers fabricants (a partir del 1886) de bateries de plom-àcid va ser Henri Tudor.
Aquesta bateria utilitza un electròlit de gel en lloc d’un líquid que permet utilitzar la bateria en diferents posicions sense filtracions. Les bateries de gel electrolític per a qualsevol posició es van utilitzar per primera vegada als anys 30 i, a finals dels anys vint, els aparells de ràdio de maleta portàtils permetien la cel·la vertical o horitzontal (però no invertida) a causa del disseny de la vàlvula. Als anys setanta, es va desenvolupar la bateria de plom-àcid regulada per vàlvules (VRLA, o "segellada"), que incloïa els tipus moderns de matalassos de vidre absorbits (AGM), que permeten operar en qualsevol posició.
A principis del 2011 es va descobrir que les bateries de plom-àcid de fet utilitzaven alguns aspectes de la relativitat per funcionar i, en menor grau, les bateries de metall líquid i sal fosa, com ara el Ca – Sb i el Sn – Bi, també utilitzen aquest efecte.

## Ús
Aquestes característiques juntament amb el seu baix cost les fan idònies pel seu ús en cotxes, en proveir l'elevat corrent necessari per al motor d'arrencada.
També s'utilitzen en toros mecànics, pels quals l'elevat pes de les bateries s'utilitza de contrapès.
Àpart del seu ús en automoció. mplies rengleres d'aquestes bateries s'utilitzen com a reserva d'energia per a instal·lacions de comunicacions, estacions de generació i centres de càlcul.
També s'utilitzen per proveir de corrent els motors elèctrics de submarins convencionals diesel-elèctrics.

## Electroquímica

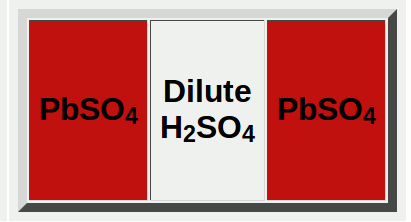
Descàrrega total: dues plaques de sulfat de plom idèntiques i una solució d’àcid sulfúric diluïda

### Descàrrega
En l'estat descarregat les dues plaques, positiva i negativa, esdevenen sulfat de plom (II) (PbSO
4) i l'electròlit perd molta part de l'àcid sulfúric diluït i esdevé principalment aigua.
El procés de descàrrega és dirigit per la conducció d'electrons des de la placa positiva de tornada cap a la placa negativa.
Reacció química en la placa negativa: Pb(s) + HSO−
4(aq) → PbSO
4(s) + H+
(aq) + 2-
e
Reacció química en la placa positiva: PbO
2(s) + HSO−
4(aq) + 3H+
(aq) + 2-
e → PbSO
4(s) + 2H
2O(l)

### Càrrega

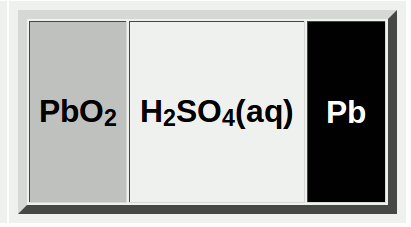
Recàrrega total: placa positiva de diòxid de plom, placa negativa de plom i solució aquosa d’àcid sulfúric concentrat.

En l'estat carregat, cada cel·la conté plaques negatives de plom elemental (Pb) i plaques positives d'òxid de plom (IV). El diòxid de plom (PbO
2) en un electròlit d'aproximadament 33,5% v/v d'àcid sufúric (H
2SO
4) (4.2 Molar).
El procés de carregament és dirigit per l'extracció forçada d'electrons des de la placa negativa i la forçada introducció d'aquests en la placa positiva.
Reacció en la placa negativa: PbSO
4(s) + H+
(aq) + 2-
e → Pb(s) + HSO−
4(aq)
Reacció en la placa positiva: PbSO
4(s) + 2H
2O(l) → PbO
2(s) + HSO−
4(aq) + 3H+
(aq) + 2-
e
La sobrecàrrega amb un alt voltatge de càrrega genera gasos oxigen i hidrogen per l'electròlisi de l'aigua, la qual es perd a la cel·la. El manteniment periòdic de les bateries de plom i àcid requereix una inspecció del nivell d'electròlit i el reemplaçament de l' aigua que s'hagi perdut.
A causa de la depressió del punt de congelació, d'aigua, a mesura que la bateria es descarrega i la concentració d'àcid sulfúric disminueix, l'electròlit és més probable que es congeli durant l'hivern.

## Tipus millorats

### Electròlits gelificats
Durant la dècada de 1970, els investigadors van desenvolupar la versió segellada o bateria de gel, que barreja un gelificant de sílice amb l'electròlit (les bateries de plom-àcid basades en gel de sílice utilitzades en ràdios portàtils des de principis dels anys 30 no estaven completament segellades). Això converteix l'interior líquid de les cèl·lules en una pasta semi-rígida, proporcionant molts dels mateixos avantatges de l'AGM. Aquests dissenys són encara menys susceptibles a l'evaporació i sovint s'utilitzen en situacions en què és possible un manteniment periòdic petit o nul. Les cèl·lules de gel també tenen punts de congelació i punts d’ebullició més baixos que els electròlits líquids que s'utilitzen en cèl·lules humides convencionals i AGM, cosa que els fa adequats per al seu ús en condicions extremes.
L’únic inconvenient del disseny del gel és que el gel evita el moviment ràpid dels ions de l'electròlit, cosa que redueix la mobilitat del portador i, per tant, augmenta la capacitat de corrent. Per aquest motiu, les cèl·lules de gel es troben amb més freqüència en aplicacions d’emmagatzematge d’energia, com ara sistemes fora de xarxa.

### "Sense manteniment", "segellat"
Tant els dissenys de gel com els de AGM estan segellats, no requereixen reg, es poden utilitzar en qualsevol orientació i fan servir una vàlvula per bufar gas. Per aquest motiu, tots dos dissenys es poden anomenar sense manteniment, segellats i VRLA. No obstant això, és bastant habitual trobar recursos que indiquin que aquests termes fan referència a un o altre d'aquests dissenys, específicament.

### Vàlvula de regulació (VRLA)

Una bateria de plom i àcid, regulada per vàlvules, també dita "segellada"

En una bateria de plom-àcid (VRLA) regulada per vàlvules, l’hidrogen i l’oxigen produïts a les cèl·lules es recombinen en gran part en aigua. Les fuites són mínimes, tot i que encara s'escapa algun electròlit si la recombinació no pot mantenir-se al dia amb l'evolució del gas. Com que les bateries VRLA no requereixen (i fan impossible) una comprovació periòdica del nivell d’electròlits, s'han anomenat bateries sense manteniment. Tanmateix, això és una mica mal nom. Les cèl·lules VRLA requereixen manteniment. A mesura que es perd l'electròlit, les cèl·lules VRLA s'assequen i perden capacitat. Això es pot detectar prenent mesures regulars de resistència interna, conductància o impedància. Les proves regulars revelen si calen proves i manteniment més implicats. S'han desenvolupat procediments de manteniment recents que permeten la "rehidratació", sovint restaurant quantitats importants de pèrdua de capacitat.
Els tipus VRLA es van popularitzar en motocicletes cap al 1983, perquè l'electrolit àcid s'absorbeix al separador, de manera que no es pot vessar. El separador també els ajuda a suportar millor les vibracions. També són populars en aplicacions estacionàries com ara llocs de telecomunicacions, a causa de la seva petita petjada i flexibilitat d’instal·lació.

## Mesura del nivell de càrrega

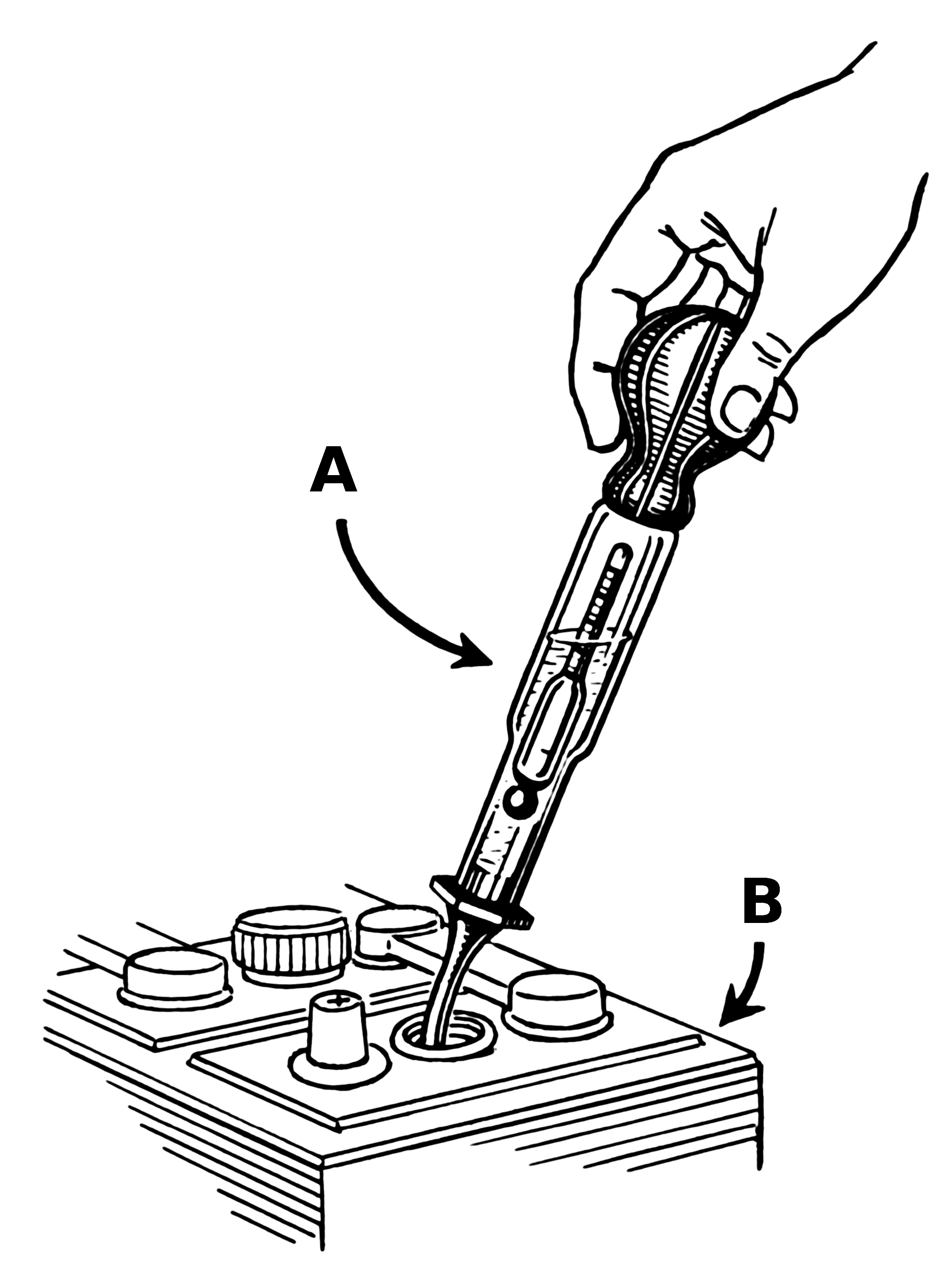
Es pot fer servir un hidròmetre per comprovar la gravetat específica de cada cel·la com una mesura del seu estat de càrega

Com que l'electròlit participa en la reacció de càrrega-descàrrega, aquesta bateria té un avantatge important sobre altres químics: és relativament senzill determinar l'estat de càrrega simplement mesurant la densitat relativa (gravetat específica, G.S.) de l'electròlit; la gravetat específica cau quan la bateria es descarrega. Alguns dissenys de bateries inclouen un hidròmetre senzill que utilitza boles flotants de colors de diferent densitat. Quan s'utilitzava en submarins dièsel-elèctrics, la gravetat específica es mesurava regularment i s'escrivia en una pissarra de la sala de control per indicar quant de temps podia romandre submergida la barca.
El voltatge de circuit obert de la bateria també es pot utilitzar per mesurar l'estat de càrrega. Si les connexions a les cel·les individuals són accessibles, es pot determinar l'estat de càrrega de cada cel·la que pot proporcionar una guia sobre l'estat de salut de la bateria en general, en cas contrari es pot avaluar la tensió global de la bateria.

## Voltatges comuns
Hi ha rangs de voltatge general per les bateries de plom àcid de sis-cel·les :
- Circuit obert (inactiu) a plena càrrega : 12,6 V (2,1V per cel·la)
- Circuit obert a plena descàrrega: 11,7 V
- Carregada a plena descàrrega: 10,5 V.
- Càrrega contínua de conservació (flotació) : 1,.4 V per electròlit gelificat; 13,5 V per AGM (absorbed glass mat, catifa de vidre absorbida) i 13.9 V per a cel·les d'electròlit fluid comú

1. Tots els voltatges són a la referència de 20 °C, i han d'ajustar-se −0.0235V/°C per altres temperatures.
2. Les recomanacions del voltatge de flotació (Float voltage) varien segons les recomanacions dels fabricants.
3. Una tensió de flotació precisa (±0.05 V) és crítica respecte a la longevitat, el voltatge insuficient, que causa la sulfatació de les bateries de plom àcid, és gairebé tan perjudicial com un voltatge excessiu (que causa la corrosió i la pèrdua de l'electròlit)

- La càrrega típica diària és de 14,2 V a 14,4 V (depenent de la temperatura i les recomanacions del fabricant)
- La càrrega d'equalització (per les bateries d'electròlit fluid): 15 V durant no més de 2 hores. La temperatura de la bateria ha d'estar completament monitoritzadda.
- Llindar de gasejat: 14,4 V
- Després de plena càrrega la tensió de terminals caurà ràpidament a 13,2 V i després lentament a 12,6 V.

Les bateries portàtils, com les que porten al cap els miners, típicament tenen dues o tres cel·les.